# Brian McKnight
Brian McKnight (n. Búfalo, Nueva York, 5 de junio de 1969) es un cantante, compositor y productor de música R&B. Es un multinstrumentista ya que toca el piano, la guitarra eléctrica, acústica, electroacústica y la trompeta. Últimamente hizo una aparición en la película Naked exclusiva para usuarios que dispongan del servicio de Netflix.

## Biografía
Dees de copias, en 1997. Tras firmar con el sello Motown, Brian continuó con su exitosa carrera musical.
En 1999, su álbum Back At One vendió tres millones de discos, y ha colaborado con personalidades de la música como Christina Aguilera para el tour «My Reflection», además colaboró con Mase, Puff Daddy, Mary J. Blige, Vanessa Williams, Mariah Carey, Boyz II Men o Quincy Jones. Su último álbum ha sido Genesis, en 2017.
Durante su carrera ha recibido 16 nominaciones a los premios Grammy, aunque no ha podido ganar ninguno.

### Vida familiar
McKnight tiene siete niños y su estado civil actual es el de divorciado. Reside en Los Ángeles, California. En el año 2007 Brian empieza una nueva etapa conduciendo un programa de radio en Los Ángeles y trabajando puntualmente en Brodway en la obra Chicago.
Su hermano mayor, Claude McKnight, es miembro del grupo Take Six.
En el 2005 ayudó a Sin Bandera a hacer el disco de mañana en el cual el compuso la canción de la razón eres tu (look what you make you do) e hizo la música de la canción de cuando ya no te esperaba igual de Sin Bandera.

## Discografía

### Álbumes
- 1991: Brian McKnight
- 1995: I Remember You
- 1997: Anytime
- 1998: Bethlehem (Christmas Album)
- 1999: Back At One
- 2001: Superhero
- 2003: U Turn
- 2005: Gemini
- 2006: Ten
- 2008: I'll Be Home For Christmas
- 2009: Evolution Of A Man
- 2011: Just Me
- 2013: More Than Words
- 2015: Better
- 2017: Genesis

### Singles
- 1992: «Goodbye My Love»
- 1992: «The Way Love Goes»
- 1993: «After The Love»
- 1993: «One Last Cry»
- 1995: «Crazy Love»
- 1995: «On The Down Low»
- 1995: «Still in Love»
- 1997: «You Should Be Mine (Don't Waste Your Time)»
- 1998: «Anytime»
- 1998: «Hold Me» (US #35)
- 1998: «The Only One for Me»
- 1999: «Back At One»
- 2000: «6, 8, 12»
- 2000: «Stay or Let It Go»
- 2000: «Win»
- 2001: «Love of My Life»
- 2001: «Still»
- 2002: «What's It Gonna Be»
- 2003: «Shoulda, Woulda, Coulda»
- 2005: «What We Do Here»
- 2005: «Everytime You Go Away»
- 2006: «Used to be my girl»

## Películas
- Desnudo (película de 2017)